# Charlotte Sachs Bostrup
Charlotte Sachs Bostrup (født 3. oktober 1963) er en dansk skuespillerinde og filminstruktør. Hun er datter af journalisterne Steen Bostrup og Jette Sachs.

## Filmografi
Instruktion
- Anja & Viktor (2001)
- Askepop - the movie (2003)
- Anja efter Viktor (2003)
- Familien Gregersen (2004)
- Veninder (2005)
- Karlas kabale (2007)
- Karla og Katrine (2009)
- Kartellet (2014)
- Swinger (2016)
- Mødregruppen (2018)

Medvirken
- Den store badedag (1991) som gravid kvinde
- Anja og Viktor - Kærlighed ved første hik 2 (2001) som produktionssekretær Hjørdis

### Tv-fiktion (instruktion)
- 2 episoder af Nikolaj & Julie (2002)
- Familien Gregersen (2004)
- 2 episoder af Nynne (2006)

## Kommunalpolitik
Bostrup stillede ved kommunalvalget 2005 op for Det Radikale Venstre i Gentofte Kommune. Hun kom ind med 265 personlige stemmer, men blev senere fritaget for arbejde i byrådet.